# ラグナロクオンラインII
『ラグナロクオンライン II』（Ragnarok Online2:Legend of the Second、略称はRO2）は、韓国のゲーム会社GRAVITYによって開発中のオンラインゲーム (MMORPG) である。
一旦開発が中止になった同タイトルRagnarok Online 2: The Gate Of The Worldについてもここで取り上げる。

## 概要
以下、北米で運営されているRagnarok Online2:Legend of the Second（現行表記 Ragnarok 2: Advent of Valkyrie)の物になる。なお、日本からのプレイはSteamにより国別遮断がされている。
2019年1月16日にグラビティから開発完了の告知がなされた。開発チームは解散となり、今後のアップデートやイベントは行われなくなるがサービス自体は継続される。

## 特徴
レベル制システムを採用した3D MMORPGである。種族システムは廃止され、ジョブ(冒険職)とプロフェッショナル(生業)の2つを選択することができるようになった。

## システム

### 職業

#### ジョブ
ラグナロクオンラインと同様のキャラクターの職業であり、キャラクターの特性を表す。一次職はLV25で二次職に転職することが可能。なお、ラグナロクオンラインには存在した、商人（Merchant）のクラスは存在していない。
ソードマン (Swordman)
剣士。近接攻撃に優れるジョブである。派生する二次職はウォリアーまたはナイト。
ウォリアー
戦士。パリィングやボウリングバッシュといったスキルが利用可能。ラグナロクオンラインのナイトに近く、剣士の強化版といえる。
ナイト
騎士。各種オーラスキルと共にシールドブーメランやグランドクロスが利用できる。ラグナロクオンラインのパラディンに近い。
マジシャン (Magician）
魔法使い。遠距離攻撃で攻撃力が高い魔法が特徴。二次職はソーサラーまたはウィザード。
ウィザード (Wizard)
魔術師。爆炎と氷結の強力な攻撃魔法を行使できる。
ソーサラー (Sorcerer)
魔術師。自然の力を使い、主に雷と水系の攻撃魔法と回復魔法を利用可能。
アコライト (Acolyte)
聖職者見習い。回復、蘇生、支援スキルを所有。二次職はモンクまたはプリースト。
モンク(Monk)
修道僧。近接戦闘に強く、攻撃スキルはもちろん防御力向上などのスキルも所有する。
プリースト(Priest)
聖職者。アコライトを発展させ、悪魔払い系の攻撃スキルや支援スキルが増えている。
アルター (Alter)
まじない師。近接と範囲攻撃を所有。最大の特徴は呪いによる敵の弱体化。二次職はソウルメーカーとクレセンチア。
ソウルメーカー (SoulMaker)
アルターのスキルが一切使えなくなるが、魂にまつわる攻撃・支援スキルが利用可能になる。ラグナロクオンラインのソウルリンカーに似ている。
クレセンチア(Crecentia)
呪術師。キービジュアルの大鎌が特徴的。アルターの発展職でより強力な攻撃とカース（呪い）スキルによる弱体化が行える。
アーチャー (Archer)
弓師。弓矢による遠距離攻撃と罠スキルを所有、ラグナロクオンラインのハンターに近い。二次職はビーストマスターとレンジャー。
ビーストマスター
野生動物（クマなど）に変身でき、見た目も変化する。それにより強力な物理攻撃が行える。
レンジャー (ranger)
弓矢による新たな攻撃スキルやスキルを使った先制攻撃時に攻撃力が倍増するカモフラージュスキルが使える。
シーフ (Thief)
盗賊。ラグナロクオンラインでのローグやアサシンクロスのスキルが使える。二次職はアサシンとローグ。
アサシン (Assassin)
暗殺者。影(Shadow)にまつわるスキルを使いこなすことができる。
ローグ (Rogue)
ならず者。シーフスキルを発展、コンボ重視で踊るように連続技を決められる。

#### プロフェッショナル
ジョブとは別にプロフェッショナルシステムとして、冒険者としてのジョブとは違う生業を選ぶことが可能。
アルケミスト(Alchemist)
ハーブ収集とポーション作成が可能。ポーションは回復から能力向上まで対応。
アーティサン(Artisan)
職人。服や革製の軽装鎧、ルーンの生成が可能。ルーンは武器や防具の性能向上が可能。
ブラックスミス(Blacksmith)
鍛冶屋。鉱物を発見でき、剣や鎧を作ることができる。
シェフ(Chef)
料理人。おいしい料理を作ることができる。それにより仲間の基本性能を向上させることが可能。

## その他システム

### ガーディアンスピリッツ
プロフェッショナルシステムに対応した、伝説のガーディアンに助力を受けるための召喚システム。ガーディアンを契約するために戦闘で勝利しないといけない、さらに助力を得る代わりにガーディアンがなし得たかったことを代わりに達成する義務があり、最終的に達成すると融合召喚が可能となる。
バルカン (Vulcan)
鍛冶のガーディアン
ベリエル(Veriel)
アーティサンのガーディアン
Honenheim
アルケミストのガーディアン
デメテル(Demeter)
シェフのガーディアン

### カプラシステム
カプラクエストシステムとして、ゲーム内での実績に応じて報酬を得られる。

### カードシステム
モンスターが落とすレアドロップのカードにより、プレイヤーキャラクターの性能を引き上げることが可能。レベル1では1スロットだけであるが、最大で5スロットまで解放される。

## 旧版
以下はRagnarok Online2: The Gate Of The Worldと銘打たれた版の説明である。

### 特徴
レベル制システムを採用した3D MMORPGである。前作ラグナロクオンラインから一転、完全な3Dベースのグラフィックとなった。レベル制のキャラクター成長システムを持ち、World of Warcraftを意識したクエストベースのゲーム進行が特徴とされた。一般的な、韓国産MMORPGに良く見られるギルド間戦闘やレアアイテム収集といった要素は実装されなかった。
複数の職業に自由に転職出来るコンプレックスジョブシステムや、ノーマン、エル、ディマーゴの3種類の種族の登場等を特徴として打ち出した。反面、意欲的に取り入れられた様々なシステム間で整合性がとれておらず、全体としてのまとまりに欠ける面があった。同時に、本作が特徴として打ち出す多くの要素が、先行する人気作から評価の高いシステムを広範に取り込んだものであり、システム面で本作ならではの個性的な独自要素は打ち出されなかった。
キャラクターが使用するメイン武器に成長の要素を持たせ、プレイヤー間の取引を禁止するなど、前作で問題となったインフレやRMTにも配慮した設計が見て取れた。全体的に未実装要素が多く、ゲームの全容を把握出来る段階にはなかった。

#### 運営状況
開発国である韓国では、2006年12月から3度に分けてのクローズドベータテストが、5月28日から2010年8月2日までオープンベータテストが行われた。
日本では、2007年8月16日から27日にかけてクローズドβテスト、2007年8月30日から9月27日までオープンベータテストが行われた。2007年9月時点では、日本でのオープンベータテストは、後述の韓国クローズドβ2段階のフィールドと韓国オープンベータの最新仕様のシステムおよびバランスを組み合わせた物となっていた。2007年に正式サービス開始予定だったが、9月27日に正式サービス開始を延期。その後、再開の目処が立たないまま前売りチケットの返金に応じるなど、実質終了している。日本では前作に引き続きガンホー・オンライン・エンターテイメント株式会社が運営権を獲得している。日本国内では30日1980円の月額課金制を予定していた。
本作のライセンス価格は、日本・中国を含めたアジア4か国で総額5450万米ドル（約65億円）と発表されている。グラヴィティ社には商業化開始後に、このライセンス価格とは別に運営ロイヤリティが支払われる事になっていた。

#### 開発の経緯
2003年12月10日に韓国で実施された「2004 Gravity経営ビジョン発表会」にて、コードネーム「Ruminaty」として開発中である事が公表される。製作は、前作ラグナロクオンラインの開発で中心を務めた「チームマーキュリー」が担当していると発表され、この段階では2005年内のサービスインが目標とされていた。その後、2004年11月25日に韓国で開催されたゲームショウ「KAMEX2004」内にて初めて動画が公開される。さらにその後、このバージョンは当時のグラヴィティ会長だった金正律の鶴の一声によって廃棄され、グラフィックを中心に新規に再開発が開始される。金正律はメディアのインタビューに答え、現在のラグナロクオンライン2は以前の物とは完全に別物だと発言している。なお、このKAMEX2004バージョンは、キャラクターモデリング等が、現行ラグナロクオンライン2と比べて日本人好みのデザインとなっているなど、現在とは違った雰囲気を持ったものだった。
再開発が開始された本作は、2005年9月17日に東京ゲームショウで公開されると同時にゲーム内容の概要についても初めて示される。当時の予定では、2005年内にクローズドベータテストが開始されるとされ、2006年内のサービスインが示された。しかし、この東京ゲームショウバージョンは、あまりにも韓国色の強いキャラクターモデリングにファンの間から強い拒否感が出たため、そのフィードバックを受け本作は再び再開発に入ることとなる。
その後、グラヴィティ社の経営体制の変革、前会長であった金正律への裁判など様々な経営の混乱の後、2006年8月12日に開催された「Gravity Festival 2006」にてプレイ動画が公開され、同年12月の第1次クローズドベータテストへとつながる。
開発公表から、実に4年以上もの歳月を経てオープンベータへと辿り着いた本作だが、開発国である韓国では、ベータ開始初期からマップおよびメインシナリオの拡張が一切行われないなど、終始コンテンツ不足の状況が指摘された。80人以上もの専任開発スタッフを擁し、かなりの年月に渡る開発期間をかけたにもかかわらず、結局再開の目処が立たずに、ひっそりと終了した。
これと入れ替わるように、2010年7月1日にLegend of the Second（第2次）と銘打った版の制作を発表した。以降の詳細は同項目を参照。

#### システム他
世界設定
前作ラグナロクオンラインとは、完全に異なった全く新しい世界となっている。ただし、一部地名やモンスターなどに前作の要素が引き継がれている。
ストーリー
ノーマン、エル、ディマーゴ、3つの種族が暮らす世界ミッドガルド。そこで勃発した種族間戦争から20年が経ち、新たな争いが起きようとしていた。
デザイン
ラグナロクオンラインが2Dグラフィックだったのに対し、RO2では3Dポリゴングラフィックとなっている。前作の売りであった萌えを感じさせるキャラクターデザインを引き継ごうとしながらも、
ディフォルメされたキャラクターにリアルさを求めた結果、東京ゲームショウ2005発表時にアンバランスさがユーザーの不評を買って、モデルとテクスチャの全面的な作り直しを行った。
音楽
菅野よう子を起用。
クライアントプログラム
ゲームエンジンには、アメリカEpic Games社のUnreal Engineが採用されている。使用されているのは、最新の Unreal Engine3 では無く、その前バージョンにあたるUnreal Engine 2。
また、インタビューではシェーダプログラムなどは極力使用せず、高解像度テクスチャによる描写に力を入れている、と答えている。
シェーダ機能の使用抑制は、プログラム開発の負荷軽減などのメリットがあると同時に、3Dライティングや動的な影生成が行われず、
動画として完成されるゲーム画面は大幅に見劣りする物となってしまうなどデメリットも発生する。クライアントプログラムの不正防止措置としては、韓国Ahn Lab社のHack Shieldを組み込んでいる。

## 各国の状況

### 韓国での実装状況(第1次)
クローズドβ1
2006年12月27日～29日実施。実装地域は、冒険者修練所とホードミメス村および周辺マップのみ。
キャラレベル、ジョブレベル、武器レベル、およびスキルスペシャリティーなど基本システムが実装される。
クローズドβ2
2007年2月23日～27日実施。ホードミメス村と周辺マップの地形が全面的に作り直されオープンベータ仕様の物となる。
ｃβ1では、海辺の村だったホードミメスが山村へと変貌する。プロンテラおよび周辺フィールドが追加される。
システム面では、ユーザーインターフェイスが全面的に作り直される。また、パーティーシステムが追加される。
PC同士およびNPCやモンスターとの当たり判定が追加され、人間トーテムポール現象など大きな混乱が発生する。
クローズドβ3
2007年4月26～5月5日実施。コーグニット地域のマップが追加される。PC同士およびNPC、モンスターとの当たり判定が削除される。
経験値テーブルが大幅に厳しくなり、加えて回復アイテムの価格が大幅上昇、クールタイムの延長、敵モンスターの強化等により、キャラクターの育成が難しくなる。
システム面では、マーケットシステムと膝枕システムが追加される。レベルキャップは50。
オープンβ
2007年5月28日～9月実施。レベルキャップは50。7月より、スペシャリティ登録出来るスキルが大幅に制限される（これ以前は、全てのスキルがスペシャリティ登録可能となっていた）。
各職業とも上位スキルのスペシャリティ登録は不可能となり、スペシャリティシステムのメリットは、ほとんど失われてしまう。
2007年9月現在、主にオフィシャルクエストとプライベートクエストの追加がアップデートの中心となり、新マップや新システムの実装は行われていない。
オープンベータ開始直後は、最大14万人に達した同時接続人数も、この時点で韓国MMO接続ランキングでも50位以下に低迷している。

### 韓国での実装状況(第2次)
クローズドβ1
2010年8月31日～9月6日実施。サーバーへの負荷や、OS/ハードウェア別の動作の検証が目的。
5つの職業はそれぞれ選択できる性別が固定されている。
クローズドβ2
2011年7月13日～17日実施。
新職業(エレメンタリスト)，新スキルが追加。
個人商店や製造代行，強化されたカードシステム，カラーシステム，パーティマッチングシステムなど，新たなシステムが追加されている。
その他解像度によるUI変更、クエストウィンドウ、半透明マップ、サウンドの追加・修正等を実施。
マップではメープルの森、アルベルタを実装。
クローズドβ3
2011年11月16日～20日実施。
クローズドβ4
2011年12月26日～30日実施。
正式サービス
オープンβが2012年2月22日開始され、2012年3月29日正式サービスが開始。韓国では接続者の減少に歯止めが掛からず、2013年12月23日サーバークローズし終了することになった。
運営側は将来における復活をにおわせているが、今後の正式な予定は未定。他に正式サービスを行っている北米や欧州と言った他地域の運営は継続して行われる。

### 日本国内での実装状況
前作ラグナロクオンライン同様ガンホー・オンライン・エンターテイメントが運営を行った。パッチなどに関しては、グラビディと協議の上で実装しているようで
ラグナロクオンライン同様直接プログラムを改定する権限はあまりなかった模様。
クローズドβ
2007年8月16日から27日にかけて、サークルKサンクスで発売された「ラグプチ90」チケットの購入者および抽選で当選した人を対象に行われた。
オープンβ
2007年8月30日より同年9月27日まで行われた。当初の予定では9月20日迄であったが、7日間延長された。
本来であれば、このオープンβテスト終了後に正式サービスを開始する予定であったが、グラビディとガンホーの協議の結果
現段階よりさらに高次のサービスが提供できうるとして正式サービスの開始時期を遅らせることが決定された。
その後、2008年2月28日に進捗報告、8月20日に新規ID作成停止、2011年5月15日の進捗報告を最後に、公式サイトの更新が停止。2014年8月頃に最新の告知以外の全ページが削除された。最新の更新は2016年4月26日となっており、現在は払い戻しに関連するページのみが残されており正式サービス開始の目途は未だに立っていない。
先行チケットの払い戻し
オープンβ開始時にファミリーマートより発売された「RO2チケット NEW ACCOUNT 30DAYSチケット」及び「RO2チケット 90日プレイチケット」は上記理由により正式サービス開始の目処が立たない事から希望者は払い戻しを受け付けている。
これらのチケットは全て同年9月30日に有効期限切れとなり、購入したファミリーマートの店舗においての返金受付は一切不可能となったが、その後もガンホー社へプレイチケットを送付すれば郵便為替での返金措置を無期限で行っている。

### 北米における実装状況
2013年4月18日にベータテストがWarpPortal社によって開始され、2013年5月2日にSteam経由にて正式サービスが開始。Ragnarok 2: Advent of Valkyrieとして現在、唯一サービスインしている。運営が2019年1月Warpportal社のラグナロクオンライン2のフォーラムにおいて、開発チームを解散し以後のアップデートやイベントの実装を終了することを投稿。サーバーはプレイヤーがいるため現状は継続で運営される。

## スタッフ
- GRAVITY
  - Park Young Woo：開発プロデューサー
  - Hwang Byung Chan：3Dグラフィクス・ディレクター
  - Kang Jin Seob：サーバープログラム
  - Lee Tae Sun：クライアント
  - Lee Min Soo：企画チームリーダー
- イ・ミョンジン(リー・ミョウジン,Lee Myoung Jin,李命進) (studio DTDS)：原作、企画
- 菅野よう子：音楽

## 関連作品
コンピュータゲーム
- RAGNAROK2VEREIN The Gate Of The World　（Ragnarok II Mobile　The Gate Of The World　verein） (2005年7月22日)
韓国で携帯配信されているモバイル用ゲーム。開発中だったRO2の設定を元にした3DのアクションRPG。キャラクターデザインはBerreta。